# Joseph-Antoine Boullan
Joseph-Antoine Boullan, meglio noto come l'Abate Boullan (Saint-Porquier, 18 febbraio 1824 – Lione, 4 gennaio 1893), è stato un presbitero e occultista francese, condannato per eresia e accusato di satanismo e blasfemia.

## Biografia
Dopo brillanti studi presso il seminario di Montauban, venne ordinato sacerdote il 23 settembre 1848 e nominato vicario della parrocchia di Saint Jean a Montauban, dove rimase due anni. Quindi si recò a Roma, per ottenere il dottorato in teologia. In Italia, divenne membro dei Missionari del Preziosissimo Sangue, e predicò diverse missioni prima di tornare in Francia, dove fu nominato superiore della casa che la Congregazione aveva a Trois-Épis, presso Turckheim, in Alsazia. Nel 1853 pubblicò a Colmar la sua prima opera, una traduzione in francese della Vita divina della Santa Vergine, un estratto dalla Mistica Città di Dio, opera di María di Ágreda, celebre badessa e mistica spagnola del XVII secolo.
Nel 1854 abbandonò la carica e si recò a Parigi come semplice prete. Collaborò a diverse riviste religiose, tra cui Le Rosier de Marie, e assunse la direzione spirituale di una giovane chiamata Adèle Chevalier, conversa nel monastero di Saint Thomas-de-Villeneuve a Soissons, che, nel 1855, durante un pellegrinaggio a Notre Dame de La Salette, era stata miracolosamente guarita dalla cecità: lì Boullan la incontrò nel marzo 1856.
In una rivista da lui fondata, gli Annales de la Sainteté, divenuti dal 1870 Annales de la Sainteté au XIXe siècle, Boullan espose le teorie che aveva elaborato: egli si proponeva
Nel 1859, assieme ad Adèle Chevalier, fondò una congregazione religiosa, l'"Opera della Riparazione", che ricevette l'autorizzazione provvisoria del vescovo di Versailles. Questa comunità, che aveva la sua sede a Sèvres, serviva in realtà solo a nascondere la relazione tra l'abate e la sua protetta. Vi si svolgevano pratiche scandalose: ad esempio, quando la religiosa si ammalò, Boullan la curò facendo uso di ostie consacrate, urina e materia fecale applicata come impiastro. L'8 dicembre 1860, al termine della messa, si sbarazzò del bambino che era nato dalla relazione clandestina.
Questo crimine non venne scoperto, ma presso la diocesi cominciarono ad arrivare denunce circa i metodi di Boullan per procurarsi il denaro e sui suoi strani metodi terapeutici. Nel 1861 egli e la sua amante vennero portati in giudizio con l'accusa di frode e oltraggio al pudore e, riconosciuti colpevoli della prima, vennero condannati a tre anni di prigione. Boullan scontò la sua pena nel carcere di Bonne-Nouvelle a Rouen dal dicembre 1861 al settembre 1864. Nell'estate del 1869 venne aperto un processo ecclesiastico contro di lui dal Sant'Uffizio, a causa di un conflitto di competenze tra la curia di Versailles, da cui la congregazione aveva ricevuto l'autorizzazione, e di Parigi, nella cui giurisdizione Boullan risiedeva fin dal suo rilascio. Nella cella monastica che, in attesa del processo, gli era stata assegnata, egli scrisse la confessione dei propri crimini in un documento conosciuto come il "Quaderno rosa", che Joris Karl Huysmans ritrovò fra le sue carte dopo la sua morte e che dal 1930 è conservato nella Biblioteca nazionale di Francia. Boullan fu definitivamente assolto dal Sant'Uffizio e tornò a Parigi nell'inverno del 1869.
Si attirò di nuovo le attenzioni dell'arcivescovo a causa delle teorie eretiche che esponeva nella sua rivista, in particolare, la teoria della sostituzione mistica, secondo cui delle "anime riparatrici" ricevono la missione di peccare per tutti, affinché le altre non pecchino più. Questa curiosa concezione, naturalmente, apriva la porta a ogni sorta di dissolutezza. Inoltre, dietro l'apparenza dell'esorcismo, Boullan insegnava alle religiose tormentate dalle ossessioni diaboliche dei metodi di autosuggestione e di autoipnosi che permettevano loro di avere, in sogno, rapporti sessuali con i santi e con Gesù Cristo.
L'arcivescovo di Parigi, il cardinale Guibert, chiesto un parere a Roma, ricevette nel febbraio 1875 l'ordine di interdire l'abate Boullan. Dopo un vano tentativo di appello a Roma, Boullan lasciò definitivamente la Chiesa cattolica il 1º luglio 1875. Entrò quindi in contatto con il taumaturgo Eugène Vintras, di Tilly-sur-Seulles, che riteneva di essere la reincarnazione del profeta Elia, inviato sulla Terra per preparare "il Terzo Regno, l'era del Paraclito, la venuta di Cristo glorioso", che gli fece dono di alcune delle sue ostie "miracolose", su cui erano tracciati simboli cabbalistici col sangue. Quando Vintras morì, il 7 dicembre 1875, Boullan si proclamò suo successore alla testa dell'"Opera della Misericordia" e si recò a Lione nel febbraio 1876 per consultare l'archivio privato di Vintras e familiarizzarsi con le sue dottrine, che, come egli comprese, non erano molto diverse dalle sue.
Le sue affermazioni tuttavia suscitarono diffidenza nei discepoli di Vintras: alla fine dell'anno 1876, solo tre "papi", sui diciannove che Vintras aveva consacrato, lo riconobbero come loro guida. Boullan stabilì il suo quartier generale a Lione, dapprima presso un certo François-Ours Soiderquelk, detto "Adhalnaël, pontefice vintrasiano della Cordiale e Santa Unificazione", poi, nel 1884, presso un architetto di nome Pascal Misme, "pontefice del divino Crisma Melchisediano", in rue de La Martinière n. 7. Lì si riuniva un piccolo gruppo di seguaci, che assistevano ai riti del "Sacrificio di gloria di Melchisedec" o del "Sacrificio provittimale di Maria", celebrati da Boullan. Un pubblico più ristretto era poi ammesso alle "Unioni di vita", le cerimonie più importanti.
Boullan insegnava ai suoi discepoli che "la cacciata dall'Eden [era] avvenuta a causa di un atto d'amore colpevole, ed [era] attraverso atti d'amore compiuti religiosamente che [poteva] e [doveva] essere operata la Redenzione dell'Umanità" e consigliava all'adepto che desiderava redimere se stesso di avere rapporti con le entità celesti, mentre colui che, per atto di carità, voleva aiutare degli esseri inferiori a redimersi doveva avere dei rapporti sessuali con loro. Secondo Stanislas de Guaita, Boullan aveva "eretto la fornicazione a pratica liturgica".
Col tempo, Boullan abbandonò la prudenza: ammise nel suo circolo il canonico Paul Roca, un prete occultista che pubblicava una rivista intitolata L'Anticlérical, che si allontanò da lui disgustato, così come Stanislas de Guaita, che era giunto a Lione nel novembre 1886, e l'occultista Oswald Wirth che, dopo aver fatto finta per oltre un anno di aderire alle dottrine di Boullan, ruppe improvvisamente con lui una volta entrato in possesso di un documento scritto in cui erano riassunte. All'inizio del 1887, Guaita e Wirth convocarono un "tribunale iniziatico" che condannò Boullan, informandolo della sentenza il 24 maggio 1887. Nel 1891, esposero pubblicamente le sue dottrine nel libro Le temple de Satan. Boullan, da parte sua, pensò che la condanna in questione fosse una sentenza di morte, e si gettò in ogni sorta di incantesimi per cercare di contrastarla.
Nel 1890, Boullan fu presentato a Joris Karl Huysmans da Berthe de Courrière, con la quale era in contatto, e ispirò allo scrittore il personaggio del Dottor Johannès in Là-Bas (L'abisso), pubblicato nel 1891: alla sua morte, tre anni dopo, Boullan avrebbe lasciato in eredità a Huysmans le sue carte personali, tra cui la Confessione, scritta quando attendeva la sentenza del Sant'Uffizio. Nel 1892, Boullan fu condannato dal tribunale di Trévoux per esercizio illegale della professione medica e fu apparentemente Huysmans a versare la relativa ammenda, il che indica come fossero divenuti stretti i rapporti fra i due. Boullan morì nel 1893, convinto di essere vittima della magia nera di Wirth e Guaita: Huysmans sostenne questa ipotesi, e si credette lui stesso vittima di attacchi magici.
Quando il giornalista Jules Bois, noto amico di Boullan, accusò apertamente Guaita d'aver assassinato il vecchio prete, Guaita lo sfidò a un duello con la pistola. Entrambi ne uscirono illesi, e Jules Bois affermò poi che uno dei proiettili era stato "magicamente bloccato dentro la pistola" (Jules Bois, Le Monde Invisible).

## L'abate Boullan nella letteratura
L'abate Boullan è anche uno dei personaggi del romanzo storico Il cimitero di Praga, di Umberto Eco, pubblicato nell'ottobre 2010.